# 杀人祭柱场面贮贝器

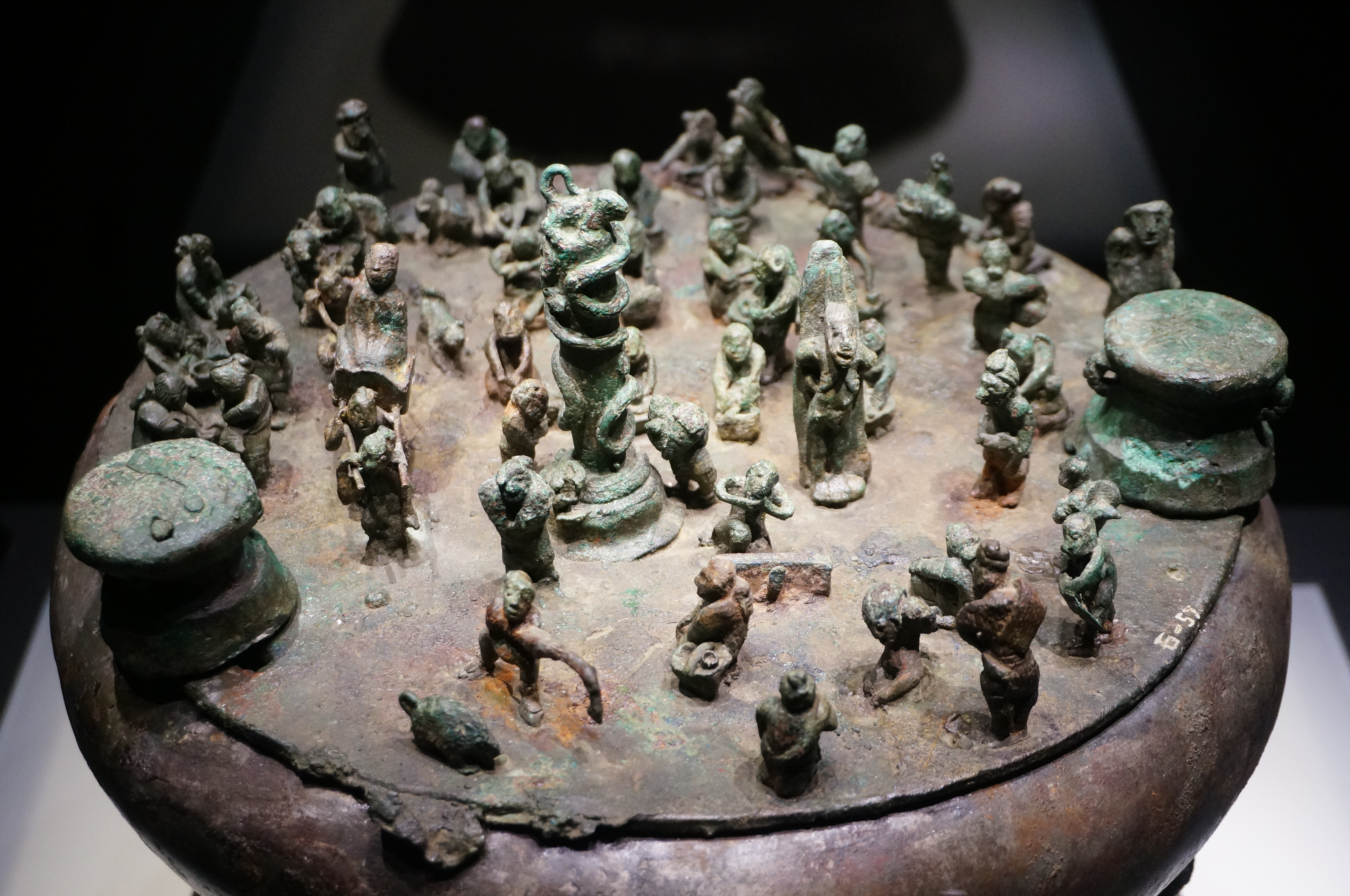
器盖细节图

杀人祭柱场面贮贝器，中国西汉时期文物，禁止出境展览文物，1955年于云南省昆明市晋宁区上蒜镇石寨村石寨山甲区一号墓出土。器身呈四耳铜鼓形，器盖上铸刻有古滇国杀人祭柱的祭祀场面。出土时器身稍有残缺，器内盛有贝币。现藏于云南省博物馆。

## 出土
云南省博物馆从1950年代开始在该省全省范围内进行的科学考古发掘、试掘、调查。1955年，在云南省昆明市晋宁县的石寨山西面坡上发掘了新石器时代遗址一处，获得大量陶器和石器。1955年至1960年间，先后四次在石寨山山麓发掘了春秋战国至东汉时期的墓葬48座，出土文物四千多件。杀人祭柱场面贮贝器于1955年出土，在发掘报告《云南晋宁石寨山古遗址及墓葬》中被称为“鼓形四耳器”:55。2013年8月19日，杀人祭柱场面贮贝器被国家文物局收录到公布的《第三批禁止出境展览文物目录》中，同样在石寨山古墓群出土的诅盟场面贮贝器和“滇王之印”金印也是禁止出境展览文物。

## 形制
贮贝器是滇国特有的贮放贝币的青铜器，器上铸造出姿态各异的群像，具体而生动地表现了祭祀、战争、狩猎、祈年、播种等情形，是研究滇国社会历史的重要资料。
杀人祭柱场面贮贝器呈铜鼓形，通高38厘米，有底有盖，盖直径30厘米。贮贝器腰部有用阴线浅刻的狩猎图案，为八个裸体人物，胯下系宽带，上束至腰际，手持兵器作追逐野猪兽状。器盖上表现的是滇国的一次祭祀活动，共铸有各种人物52人，猪1头，狗1条。器盖两侧边沿各置一小铜鼓，中央立有一根高9厘米的圆柱，圆柱中段有两条蛇盘绕，顶端有一头老虎，底座横卧一条鳄鱼。圆柱的右侧竖立一牌，牌上有一名双臂反缚的裸体男子，其发辫系于牌后。牌右前方坐一个左足锁于木枷中的人，一个反缚双手跪于地上的裸体人，三人应为用来祭祀的牺牲。铜柱后方是四排齐整列坐的妇女，每排三至四人，前两列妇女中立一名肩披巾，双手抚于胸前，作观望状的男子。列坐者的左侧另有四名妇女，膝前放置有盛放鱼、肉等物的篮子，四名妇女前有一名伫立观望状的男子。另有一个位乘坐四人肩舆的贵族妇女，可能是祭祀仪式的主祭人。肩舆侧面有两名女子，后方跟随一名男子，应当是主祭人的随从。在肩舆者附近另有受刑者、执斧行刑者若干人。
对于器盖雕铸内容的宗教含义，学界有多种不同解读。孙太初在发掘报告中推测其可能是祭祀仪式，而中央立柱可能是信仰图腾。冯汉骥则认为器盖所表现的是“报祭”，也就是“丰收祭”或“收获祭”，柱后列坐女子筐中或手持的物品，为新收获的农作物，铜柱可能是代表“社”所在的地方或者是“社”的象征。方国瑜同意冯说，也认为器盖图像所表现者的是祭铜柱，属于一种与农事有关的丰收祭典。张增祺在其《长江上游璀灿的滇国青铜文化》一文中认为，该贮贝器上所铸“杀人祭铜柱”场面的情景“与越人视铜柱为神物的习俗大致相同”，体现了滇人受古代越人崇拜铜柱的影响，视铜柱为神物风俗。易学钟则认为盖上的整个场面和人群活动“与《仪礼·聘礼》及其‘三礼’记载的‘聘享’和‘夫人之聘享’祭仪相合”，赞同被缚者是“祭祀的牺牲”，却认为这是“刑于市”或“戮于市”的再现。